# La vera questua
La vera questua. Analisi critica di un'inchiesta giornalistica è un libretto, scritto da Umberto Folena ed allegato al quotidiano Avvenire del 26 luglio 2008.
Il libro è nato dal dibattito suscitato dall'inchiesta di Curzio Maltese per il quotidiano la Repubblica, e dalla successiva pubblicazione del libro La questua, sui costi della Chiesa cattolica a carico dei cittadini e dello Stato italiano, come l'otto per mille o l'ora di religione a cui il giornale cattolico Avvenire ha di volta in volta risposto sul suo quotidiano e anche online.
La tiratura complessiva di Avvenire il giorno di uscita del libretto è stata di 150 000 copie.

## Capitoli del libro
- L'occasione perduta
- I soldi del vescovo
- L'otto per mille segreto
- La crociata dell'Ici
- Turisti in nome di Dio
- Un'ora che vale un miliardo
- La carità
- Per concludere
- La campagna
- In sintesi

## Citazioni
(Umberto Folena, La vera questua: pag. 40)

## Edizioni
- Umberto Folena, La vera questua - Analisi critica di un'inchiesta giornalistica, I edizione, Avvenire Nuova Editoriale Italiana, 2008,  p. 78.